# Hästmyror
Hästmyror (Camponotus), även stockmyror, är ett släkte bland myrorna.

## Beskrivning
Liksom övriga medlemmar av underfamiljen Formicinae-saknar hästmyrorna gadd. Generellt är de flesta arter stora, även om storleken varierar betydligt. Små arbetare är mellan 4 och 7 mm långa, medan de hos större arter kan nå en längd från 7 till 13 mm eller mer. Hanar blir 5 till 13 mm, medan drottningar varierar mellan 9 och 20 mm.

## Ekologi
Släktet är känt för att bygga sina bon i trävirke, ofta murknande sådant, men flera arter gräver ut sina bon i marken. Inga arter lever dock av trä; de är allätare, sköter om bladlöss för att kunna mjölka deras honungsdagg, dricker utsipprande sav, och äter levande och döda insekter.

## Utbredning
Hela släktet omfattar cirka 1 000 arter, spridda över större delen av världen utom polartrakterna. Ett egendomligt undantag är de Brittiska öarna, som inte har en enda art. I Nordeuropa och Mellaneuropa finns 13 arter, med fyra i Norden.

### Arter i Sverige och Finland
I Sverige och Finland finns följande fyra arter:             
- Hushästmyra, livskraftig i både Sverige och Finland
- Jordhästmyra, livskraftig i både Sverige och Finland
- Sothästmyra (Camponotus vagus), utdöd i Sverige, starkt hotad i Finland
- Ekhästmyra, akut hotad i Sverige, saknas i Finland